# Monastero di Sant'Antonio in Polesine

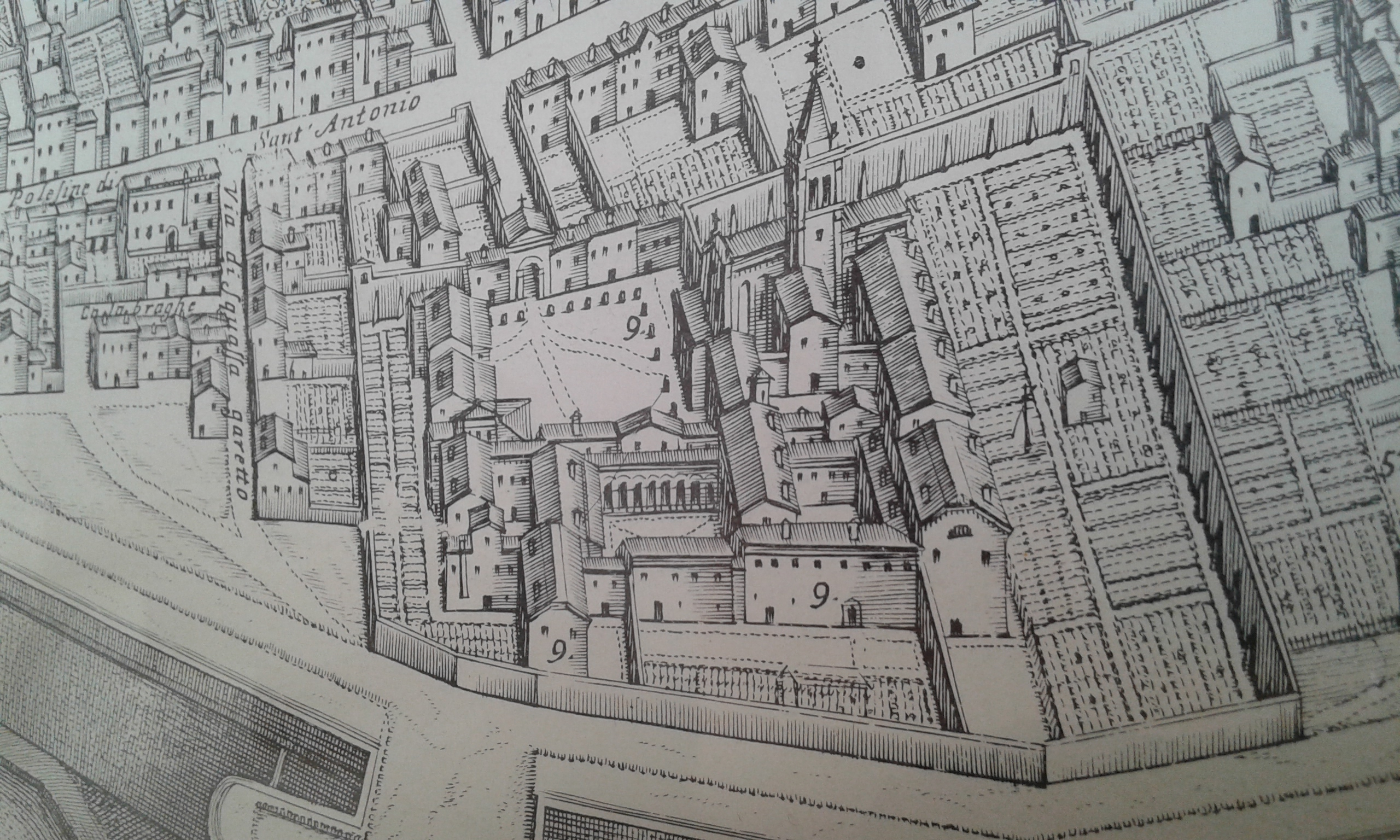
Il monastero di Sant'Antonio delle Monache Benedettine nel 1747 in un'antica incisione di Andrea Bolzoni

Il monastero di Sant'Antonio in Polesine è un complesso monastico di fede cristiana cattolica retto da monache dell'ordine di San Benedetto situato a Ferrara in via Gambone 17.

## Storia
Fu fondato nell'alto medioevo dagli agostiniani e nel 1297 passò alle monache benedettine della beata Beatrice II d'Este, figlia del marchese Azzo VII. Da allora il monastero fu sempre protetto e patrocinato dagli Estensi.
All'inizio del XIX secolo il complesso è stato restaurato grazie all'intervento della Ferrariae Decus.
Amministrativamente parte del Vicariato urbano di Ferrara, parte dell'Arcidiocesi di Ferrara-Comacchio, è intitolato a Sant'Antonio Abate, considerato il fondatore del monachesimo cristiano e il primo degli abati.

### Il nome
L'area dove sorge il complesso rientra nell'addizione di Borso d'Este e anticamente era un'isola, l'isola di Sant'Antonio, che si trovava a sud del Castrum bizantino e il toponimo in Polesine non si riferisce al Polesine (territorio identificato tra i fiumi Adige e Po), ma a questa sua antica natura, cioè a un terreno rialzato e circondato dalle acque.

## Descrizione

### Esterno
La facciata in cotto presenta un porticato.

### Interno
La chiesa esterna, pubblica, del complesso è in stile barocco, con un bel soffitto affrescato nel Seicento da Francesco Ferrari raffigurante: il Padre Eterno, la Madonna con il Bambino e i santi Benedetto e Antonio Abate.
La chiesa interna, per i religiosi, detta anche coro delle Monache, possiede tre cappelle affrescate:
- Quella di sinistra presenta le Storie dell'infanzia di Gesù e della Vita della Vergine di scuola giottesca
- Quella di destra le Storie della Passione, sempre di scuola giottesca
- Quella centrale ha affreschi di diverse epoche e stili, tra i quali l'Annunciazione di Domenico Panetti e un soffitto a grottesche cinquecentesco.

Vi si trova anche una pala con una Flagellazione cinquecentesca, dotata dell'originaria ancona lignea scolpita e dorata. Fa parte del complesso anche un elegante chiostro e la tomba monumentale della fondatrice.

## Galleria d'immagini

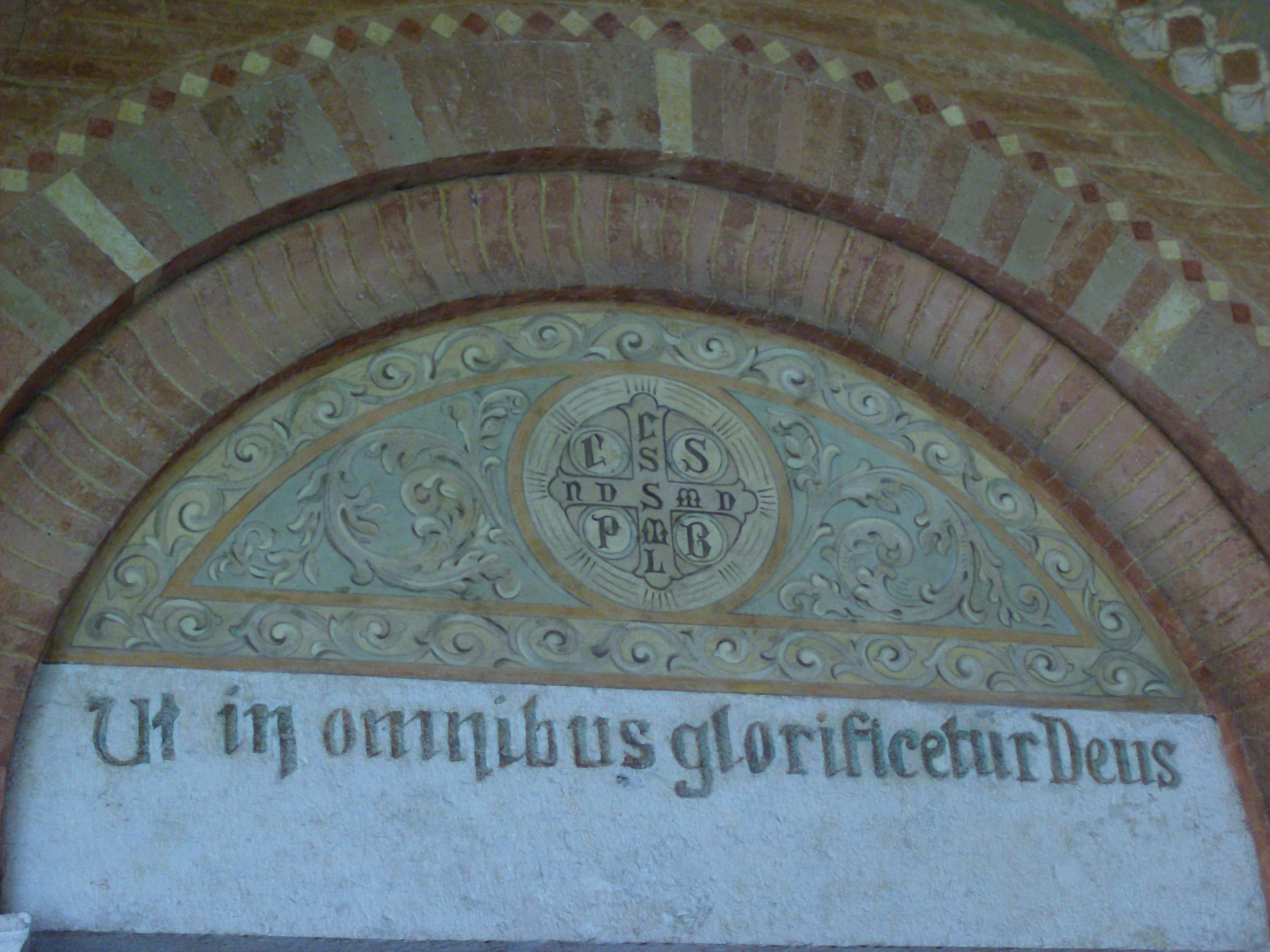
Croce di S. Benedetto
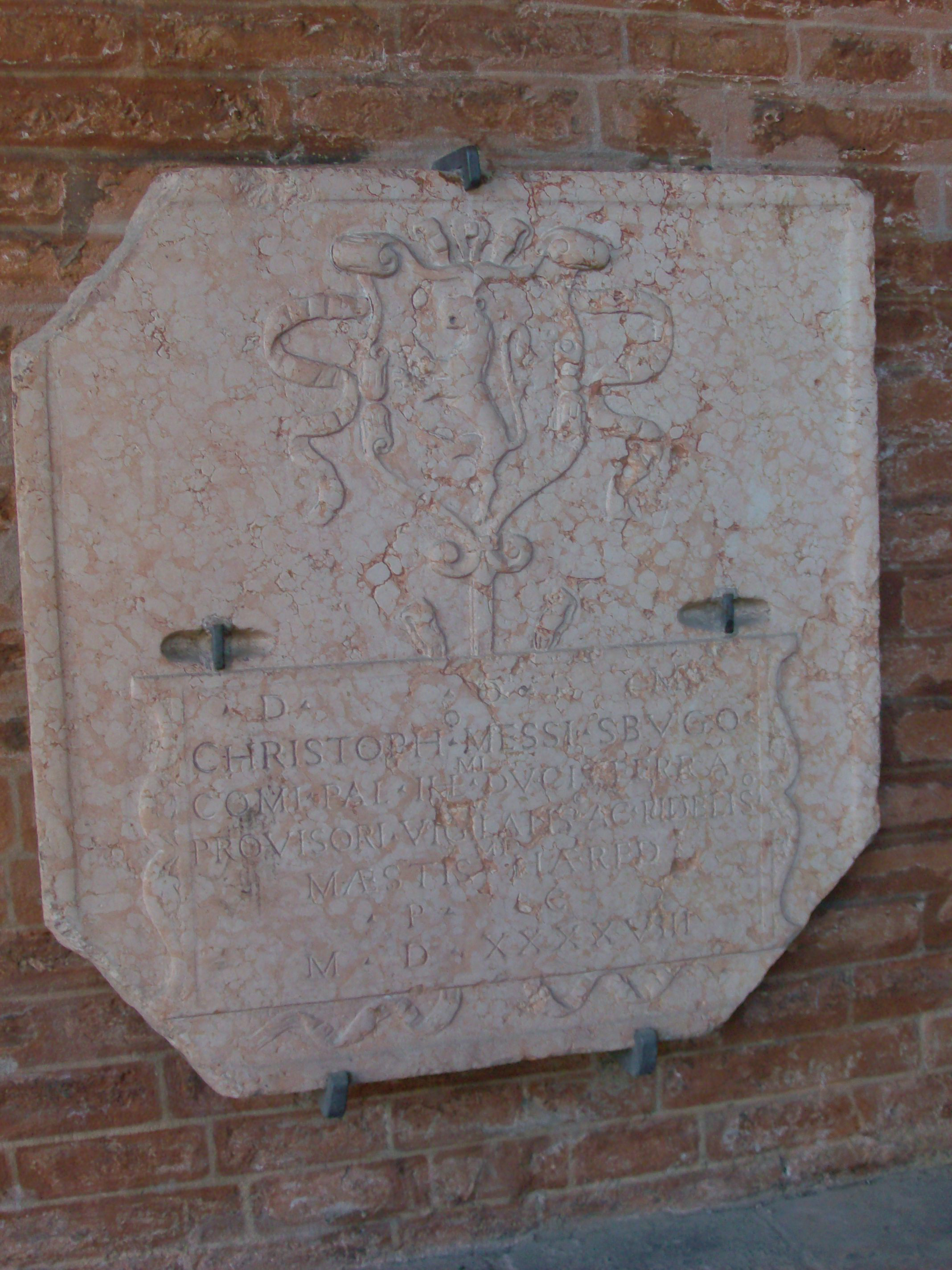
Lapide di Cristoforo di Messisbugo
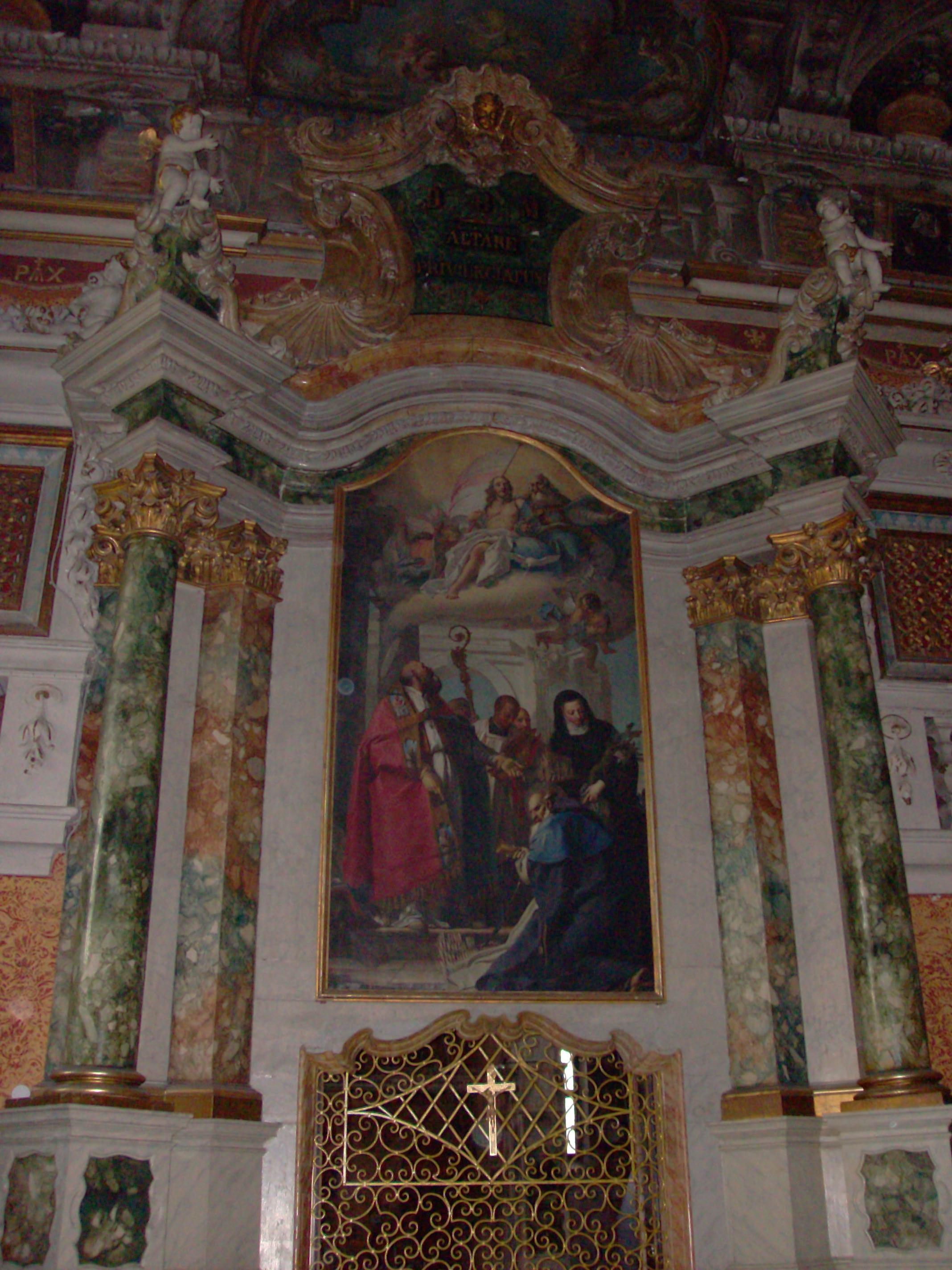
Grata nella chiesa esterna
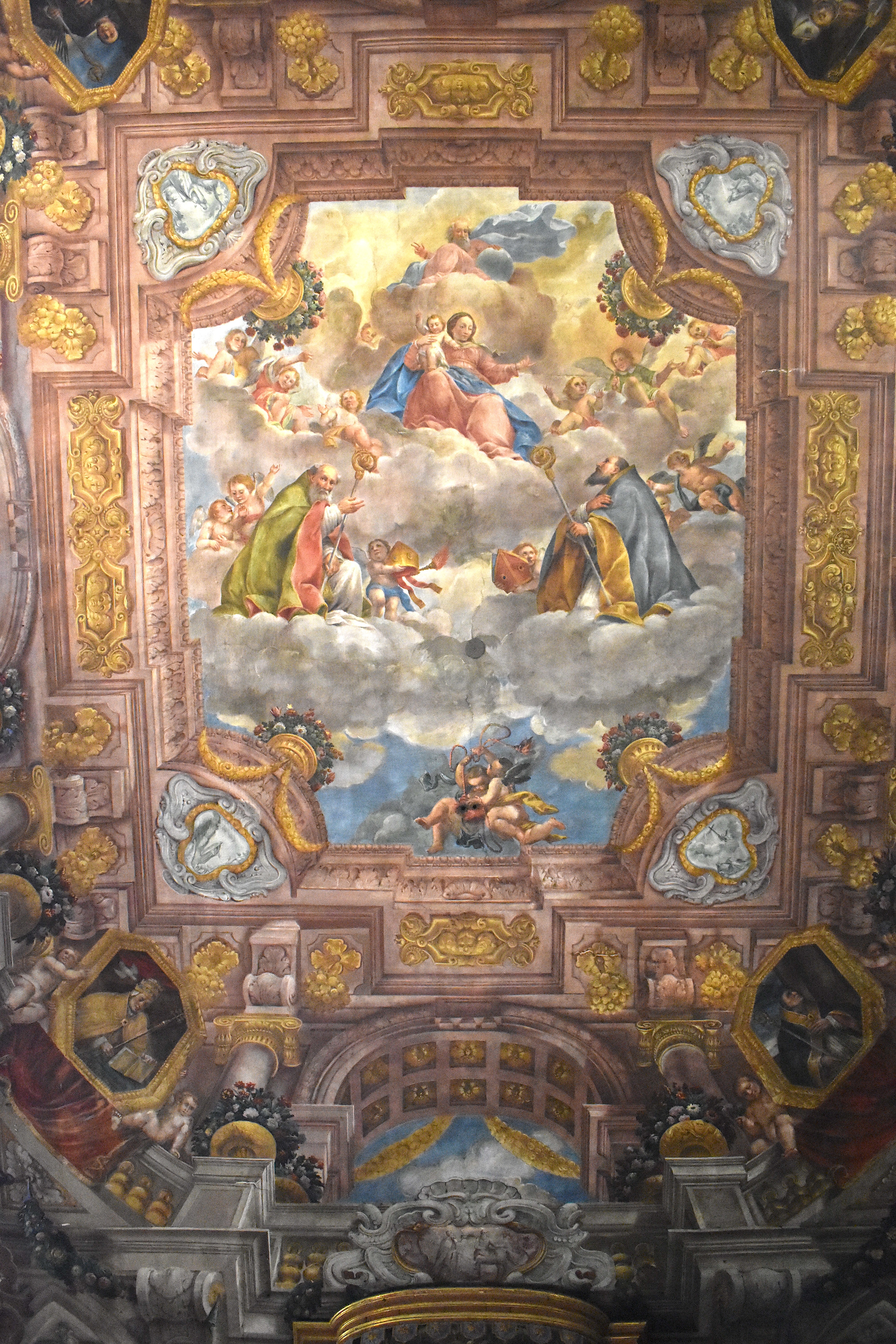
Francesco Ferrari, Soffitto della chiesa esterna